# Harald Agersnap
Harald Agersnap (Vinding, 2 mars 1899 – Ordrup, 16 janvier 1982) est un compositeur, chef d'orchestre, violoncelliste et pianiste danois.

## Biographie
Fils du peintre Hans Agersnap, il a été l'élève d'Otto Malling et de Carl Nielsen.
Il a d'abord été violoncelliste dans l'Orchestre royal et dans le Tivoli Symphony Orchestra, mais a rapidement obtenu divers postes de chef d'orchestre. De 1934 à 1966, il a été chef de chœur d'opéra du Théâtre royal danois.

## Œuvres
- Nips (ballet, 1920)
- Aladdin (musique de scène, 1925)
- Gildet på Solhaug (musique de scène, 1924)
- Prinsessen og det halve kongerige (musique de scène, 1927)
- Og Pippa danser (musique de scène, 1930)
- Suite i danserytmer (quintette à vent, 1931)
- Sonate pour alto et piano (1931)
- Interludium pour flûte, violon et violoncelle (1936)
- Sonatine inversa (violoncelle et clavier, 1937)
- 3 pièces pour hautbois et orchestre (1938)
- Intrada festivo (orchestre, 1938)
- Agave (voix et orchestre, 1939)
- Pigen fra Kaas (orchestre 1941)
- Quatuor à cordes no 1 (1943)
- Quatuor à cordes no 2 (1947)
- Karneval i maj (opéra)